# Unité écopaysagère
L’« unité écopaysagère » est un concept utilisé à la fois pour l’analyse paysagère écologique de l’espace et celle des écosystèmes et habitats qui y sont présents. 
Comme son nom l'indique, ce concept est situé à l’interface entre les concepts d’écosystème et de paysage.

## Éléments de définition
L'« unité écopaysagère »  désigne un territoire (occupé ou non par l'homme) et dont les caractéristiques paysagères correspondent :
- à des conditions édaphiques (géologiques, géomorphologiques et climatiques...) relativement homogène, et d’autre part ;
- à des caractéristiques écologiques, écosystémiques et biologiques qui lui sont propres ; liées au fonctionnement et à l’évolution dynamique des habitats naturels ou semi-naturels qui constituent ce paysage.

Le concept d'écopaysage est assez proche du concept d'écotope utilisé par les anglosaxons dans le landscape Ecology ou du concept équivalent de "Ökotop" utilisé par les germanophones ; l'écotope est cependant un concept moins paysager, qui correspond en quelque sorte à la plus petite sous-unité géographique d'un écopaysage ou d'une unité écopaysagère.

## Intérêt pratique
Comme tous les outils de catégorisation de l'espace et du vivant, la notion d'écopaysage ne traduit qu'imparfaitement la complexité du vivant et du paysage, mais elle offre un cadre et un outil d'analyse permettant une approche plus interdisciplinaire des paysages.
Dans chacune de ces « unités », au-delà des analyses paysagères classiques, l’écologue peut observer à différentes échelles spatiale et temporelle l'évolution des communautés et associations végétales, animales et fongiques.

Ces communautés (qui interagissent aussi avec les activités humaines ou leurs séquelles) sont le « moteur » de cette évolution.
De son côté le paysagiste s'attache aux aspects esthétiques, historiques, culturels en tant que facteurs d'influence sur le paysage et en tant qu'ayant été influencés par le substrat édaphique et écologique.

Ces facteurs sont spécifiques à chacune de ces « unités » ou sous-unités.

### Enjeux
Les aspects et services écosystémiques du paysage commencent à être pris en compte aux échelles internationales avec par exemple le réseau écologique paneuropéen (1996) puis la Convention européenne du paysage validée à Florence le 20 octobre 2000.
Le paysage et les écosystèmes qui lui sont sous-jacents sont fortement interreliés entre eux.
Comprendre le fonctionnement des paysages du point de vue écosystémique, devrait permettre de mieux le gérer et anticiper certains changements, par exemple liés au dérèglement climatique, à l’exploitation de ressources naturelles plus vite qu'elles peuvent se renouveler, à la pression humaine, à la régression des grands ou petits herbivores qui modèlent les paysages ou des grands prédateurs carnivores qui "contrôlent" ces herbivores, etc.

Ceci devrait aussi aider les gestionnaires, décideurs, propriétaires, etc. à améliorer les capacités de résilience écologique d’un paysage après une tempête, une sécheresse, une longue inondation, etc.
Un enjeu particulier et qui semble prendre une importance croissante depuis les années 1990 est celui des « réseaux écologiques » (ou « trame verte et bleue » en France) : En effet, dans une unité écopaysagère, selon son degré de naturalité ou au contraire d’artificialisation, les écosystèmes sont plus ou moins fonctionnels et plus ou moins éloignés de l’écopotentialité ; les espèces sauvages s’y déplacent plus ou moins facilement selon le caractère écologiquement fragmenté (ou non fragmenté) des milieux qui constituent ce paysage. Un effort de renaturation, éventuellement appuyé sur un programme de réintroduction peut théoriquement contribuer à restaurer des services écosystémiques assurés dans des paysages plus naturels et plus « auto-entretenus » et résilients.

## Ecopaysage urbain
Alors que les villes et la périurbanisation tendent à occuper une part croissante du paysage, une  notion d’ « écopaysage urbain » est par exemple développée et défendue par Christy Petropoulou ; c’est lui qui a introduit cette notion dans l’étude des structures urbaines.

Il le définit comme « unité complexe d'écosystème urbain, relative au paysage urbain vu de loin. Chaque zone définie comme zone d'un type d'éco-paysage urbain doit avoir une cohérence interne, être visiblement différentiée de ses voisines et facilement repérable et identifié ».

## Échelles spatiotemporelles
Les unités écopaysagères peuvent être comprises, étudiées, comparées, cartographiées de différentes manières, dont notamment :
- en unités emboitées, les plus petites dans les plus grandes (à la manière des poupées russes) ; avec des unités, sous-unités et sous-sous-unités.. 
Le SRCE de la région centre a ainsi identifié 33 unités et 58 sous-unités écopaysagères[4]. Ainsi la Région Centre a-t-elle considéré la Champagne comme une unité écopaysagère cohérente à l’échelle d’étude de son SRCRE[5]. De son côté, le Parc naturel régional du Vexin français dans le cadre de l’analyse de son réseau écologique et de sa cartographie des corridors biologiques ainsi que de ses cœurs de nature a proposé de fusionner et regrouper certains « complexes d’espaces naturels proches » (...) « de façon à constituer un Cœur de nature unique ayant une unité écopaysagère pertinente »[6], alors qu’un l’écologue étudiant en Alsace l’écologie du blaireau européen et les relations de cet animal avec le paysage distinguera des unités territorialement plus fines, correspondant aux besoins écologiques du blaireau dans la zone biogéographique étudiée[7], plusieurs écopaysages différents pouvant être utilisé par cette même espèce.

- comme les pièces d’un puzzle ; « pièces » dont les bords seront souvent volontairement floutés ou peu précis sur la cartographie (comme dans les cartes d’écopaysages du SRCE la Région Nord-Pas-de-Calais) car - sauf cas particuliers de paysages très anthropisés, ou liés à une géologie très marquée - la limite d'un paysage à un autre n'est pas généralement très nette, au profit d'une zone de transition (« zone écotoniale  ») qui peut elle-même avoir une grande importance écologique.

- selon leur évolution temporelle, des paléopaysages aux paysages du futur imaginés sur la base de scénarios prospectifs (tendanciels notamment).

## Cartographie
À titre d’exemple, la cartographie du SRCE du Nord-Pas-de-Calais a délimité ses « écopaysages » en croisant la cartographie existante des territoires phytogéographiques avec la carte des entités paysagères régionales faite pour l’Atlas régional des paysages, qui présente des conditions géologiques et climatiques globalement homogènes.
Ces écopaysages se définissent donc à la fois par leurs paysages, par leurs écosystèmes (ici cernés par le repérage des séries de végétation) et les espèces qui y sont associées.
Chaque grand écopaysage peut être caractérisé par sa diversité écologique et biologique actuelle, par son type d'occupation du sol, un certain degré  de fragmentation écopaysagère (ou à l’inverse un degré de perméabilité au déplacement de la faune et de la flore).

## Utilisations
C’est une unité qui permet de pluridisciplinairement associer les écologues, aménageurs et paysagistes autour d’échelles communes de travail pour mieux prendre en compte les interactions complexes entre écosystèmes et paysages.
Elle est notamment utilisée dans certaines études d'impacts, états des lieux et surtout en France dans les schémas régionaux de cohérence écologique issus du Grenelle de l'environnement pour ce qui concerne la déclinaison française du réseau écologique paneuropéen.